# Sport-Club Freiburg 2018-2019
Questa voce raccoglie le informazioni riguardanti il Sport-Club Freiburg  nelle competizioni ufficiali della stagione calcistica 2018-2019.

## Stagione
Nella stagione 2018-2019 il Friburgo, allenato da Christian Streich, concluse il campionato di Bundesliga al 13º posto. In coppa di Germania il Friburgo fu eliminato al secondo turno dall'Holstein Kiel.

## Rosa
| N. |                        | Ruolo | Calciatore          |
| -- | ---------------------- | ----- | ------------------- |
| 26 | Paesi Bassi (bandiera) | P     | Mark Flekken        |
| 37 | Germania (bandiera)    | P     | Constantin Frommann |
| 1  | Germania (bandiera)    | P     | Alexander Schwolow  |
| 5  | Germania (bandiera)    | D     | Manuel Gulde        |
| 30 | Germania (bandiera)    | D     | Christian Günter    |
| 23 | Germania (bandiera)    | D     | Dominique Heintz    |
| 25 | Germania (bandiera)    | D     | Robin Koch          |
| 17 | Germania (bandiera)    | D     | Lukas Kübler        |
| 3  | Austria (bandiera)     | D     | Philipp Lienhart    |
| 36 | Inghilterra (bandiera) | D     | Chima Okoroji       |
| 31 | Germania (bandiera)    | D     | Keven Schlotterbeck |
| 49 | Germania (bandiera)    | D     | Nico Schlotterbeck  |
| 15 | Germania (bandiera)    | D     | Pascal Stenzel      |
| 6  | Albania (bandiera)     | C     | Amir Abrashi        |
| 8  | Germania (bandiera)    | C     | Mike Frantz         |
| 20 | Germania (bandiera)    | C     | Jérôme Gondorf      |

| N. |                      | Ruolo | Calciatore            |
| -- | -------------------- | ----- | --------------------- |
| 32 | Italia (bandiera)    | C     | Vincenzo Grifo        |
| 19 | Germania (bandiera)  | C     | Janik Haberer         |
| 35 | Germania (bandiera)  | C     | Luca Herrmann         |
| 27 | Germania (bandiera)  | C     | Nicolas Höfler        |
| 38 | Germania (bandiera)  | C     | Florian Kath          |
| 22 | Ungheria (bandiera)  | C     | Roland Sallai         |
| 13 | Germania (bandiera)  | C     | Marco Terrazzino      |
| 14 | Germania (bandiera)  | C     | Patrick Kammerbauer   |
| 21 | Australia (bandiera) | A     | Brandon Borrello      |
| 39 | Germania (bandiera)  | A     | Christoph Daferner    |
| 9  | Germania (bandiera)  | A     | Lucas Höler           |
| 34 | Germania (bandiera)  | A     | Tim Kleindienst       |
| 7  | Germania (bandiera)  | A     | Florian Niederlechner |
| 18 | Germania (bandiera)  | A     | Nils Petersen         |
| 11 | Germania (bandiera)  | A     | Luca Waldschmidt      |

## Organigramma societario
Area tecnica
- Allenatore: Christian Streich
- Allenatore in seconda: Patrick Baier, Florian Bruns, Julian Schuster, Lars Voßler
- Preparatore dei portieri: Andreas Kronenberg
- Preparatori atletici: Daniel Wolf

## Risultati

### Bundesliga

#### Girone di andata
| Arbitro: | Gräfe |

|  |           |                       |
|  | Marcatori | 10’ Müller 82’ Haller |

| Arbitro: | Hartmann |

|                              |           |            |
| Szalai 50’, 63’ Kramarić 90’ | Marcatori | 36’ Heintz |

| Arbitro: | Aytekin |

|                                 |           |                          |
| Gondorf 1’, 52’ Waldschmidt 81’ | Marcatori | 44’ Insúa 49’, 56’ Gómez |

| Arbitro: | Stegemann |

|             |           |                                   |
| Mehmedi 61’ | Marcatori | 7’ Sallai 21’ Petersen 51’ Frantz |

| Arbitro: | Willenborg |

|                   |           |  |
| Niederlechner 52’ | Marcatori |  |

| Arbitro: | Kampka |

|                                             |           |                   |
| Caiuby 19’ Finnbogason 34’, 68’ (rig.), 83’ | Marcatori | 49’ (aut.) Schmid |

| Friburgo in Brisgovia 7 ottobre 2018, ore 13:30 CEST 7ª giornata | Friburgo | 0 – 0 referto | Bayer Leverkusen | Schwarzwald-Stadion (23.800 spett.)\| Arbitro: \| Dankert \| |
| Arbitro:                                                         | Dankert  |               |                  |                                                              |

| Arbitro: | Cortus |

|         |           |          |
| Duda 7’ | Marcatori | 36’ Koch |

| Arbitro: | Hartmann |

|                                              |           |                   |
| Petersen 1’ (rig.) Waldschmidt 57’ Höler 90’ | Marcatori | 20’ (rig.) Hazard |

| Arbitro: | Zwayer |

|            |           |           |
| Gnabry 80’ | Marcatori | 89’ Höler |

| Arbitro: | Stegemann |

|            |           |                                  |
| Sallai 72’ | Marcatori | 6’ Gbamin 18’ Mateta 75’ Onisiwo |

| Arbitro: | Dankert |

|                        |           |                  |
| Waldschmidt 42’ (rig.) | Marcatori | 90’ Augustinsson |

| Arbitro: | Willenborg |

|                             |           |  |
| Reus 40’ (rig.) Alcácer 90’ | Marcatori |  |

| Arbitro: | Welz |

|                                                |           |  |
| Petersen 12’ Waldschmidt 45’ (rig.) Frantz 52’ | Marcatori |  |

| Arbitro: | Osmers |

|                |           |  |
| Ayhan 55’, 79’ | Marcatori |  |

| Arbitro: | Dingert |

|                       |           |            |
| Waldschmidt 3’ (rig.) | Marcatori | 14’ Felipe |

| Arbitro: | Kampka |

|  |           |           |
|  | Marcatori | 19’ Gulde |

#### Girone di ritorno
| Arbitro: | Jablonski |

|                                |           |              |
| Haller 36’ Rebić 40’ Jović 45’ | Marcatori | 69’ Petersen |

| Arbitro: | Steinhaus |

|                             |           |                                                     |
| Höler 42’ Niederlechner 77’ | Marcatori | 19’ Joelinton 59’ (rig.), 72’ Kramarić 85’ Demirbay |

| Arbitro: | Aytekin |

|                      |           |                              |
| Insúa 75’ Didavi 83’ | Marcatori | 4’ Haberer 90’ Niederlechner |

| Arbitro: | Brych |

|                                        |           |                                                |
| Grifo 37’ Petersen 70’ Waldschmidt 87’ | Marcatori | 11’ Roussillon 63’ (rig.) Weghorst 74’ Steffen |

| Gelsenkirchen 16 febbraio 2019, ore 15:30 CET 22ª giornata | Schalke 04 | 0 – 0 referto | Friburgo | Veltins-Arena (58.271 spett.)\| Arbitro: \| Willenborg \| |
| Arbitro:                                                   | Willenborg |               |          |                                                           |

| Arbitro: | Welz |

|                                                              |           |             |
| Petersen 9’, 43’ Grifo 30’ Waldschmidt 64’ Niederlechner 85’ | Marcatori | 52’ Khedira |

| Arbitro: | Winkmann |

|                        |           |  |
| Aránguiz 4’ Bailey 73’ | Marcatori |  |

| Arbitro: | Schröder |

|                                  |           |              |
| Petersen 27’ Ibišević 80’ (aut.) | Marcatori | 76’ Ibišević |

| Arbitro: | Kampka |

|          |           |           |
| Pléa 16’ | Marcatori | 10’ Grifo |

| Arbitro: | Dingert |

|          |           |                 |
| Höler 3’ | Marcatori | 22’ Lewandowski |

| Arbitro: | Jablonski |

|                                              |           |  |
| Boëtius 20’ Mateta 25’, 33’, 77’ Onisiwo 73’ | Marcatori |  |

| Arbitro: | Steinhaus |

|                           |           |                 |
| Klaassen 76’ Selassie 84’ | Marcatori | 90’ Waldschmidt |

| Arbitro: | Hartmann |

|  |           |                                                  |
|  | Marcatori | 12’ Sancho 54’ Reus 79’ Götze 87’ (rig.) Alcácer |

| Arbitro: | Schröder |

|                                |           |           |
| Werner 19’ Forsberg 78’ (rig.) | Marcatori | 66’ Grifo |

| Arbitro: | Welz |

|                 |           |              |
| Grifo 9’ (rig.) | Marcatori | 31’ Kownacki |

| Arbitro: | Hartmann |

|                                |           |  |
| Anton 39’ Bebou 51’ Walace 81’ | Marcatori |  |

| Arbitro: | Schmidt |

|                                                           |           |           |
| Terrazzino 7’ Waldschmidt 34’ Petersen 54’, 56’ Grifo 61’ | Marcatori | 69’ Löwen |

### Coppa di Germania
| Arbitro: | Osmers |

|                            |                      |                                        |
| Costa 46’ Viteritti 103’   | Marcatori            | 90’ Frantz 99’ Petersen                |
| Stein Costa Schlüter Kruse | Tiri di rigore 3 – 5 | Petersen Lienhart Höfler Frantz Heintz |

| Arbitro: | Storks |

|                        |           |             |
| Serra 26’ Kinsombi 79’ | Marcatori | 1’ Petersen |

## Statistiche

### Statistiche di squadra
| Competizione      | Punti | In casa | In casa | In casa | In casa | In casa | In casa | In trasferta | In trasferta | In trasferta | In trasferta | In trasferta | In trasferta | Totale | Totale | Totale | Totale | Totale | Totale | DR  |
| Competizione      | Punti | G       | V       | N       | P       | Gf      | Gs      | G            | V            | N            | P            | Gf           | Gs           | G      | V      | N      | P      | Gf     | Gs     | DR  |
| ----------------- | ----- | ------- | ------- | ------- | ------- | ------- | ------- | ------------ | ------------ | ------------ | ------------ | ------------ | ------------ | ------ | ------ | ------ | ------ | ------ | ------ | --- |
| Bundesliga        | 36    | 17      | 6       | 7       | 4       | 32      | 27      | 17           | 2            | 5            | 10           | 14           | 34           | 34     | 8      | 12     | 14     | 46     | 61     | -15 |
| Coppa di Germania | -     | 0       | 0       | 0       | 0       | 0       | 0       | 2            | 0            | 1            | 1            | 3            | 4            | 2      | 0      | 1      | 1      | 3      | 4      | -1  |
| Totale            | -     | 17      | 6       | 7       | 4       | 32      | 27      | 19           | 2            | 6            | 11           | 17           | 38           | 36     | 8      | 13     | 15     | 49     | 65     | -16 |

### Andamento in campionato
| Giornata  | 1  | 2  | 3  | 4  | 5  | 6  | 7  | 8  | 9  | 10 | 11 | 12 | 13 | 14 | 15 | 16 | 17 | 18 | 19 | 20 | 21 | 22 | 23 | 24 | 25 | 26 | 27 | 28 | 29 | 30 | 31 | 32 | 33 | 34 |
| --------- | -- | -- | -- | -- | -- | -- | -- | -- | -- | -- | -- | -- | -- | -- | -- | -- | -- | -- | -- | -- | -- | -- | -- | -- | -- | -- | -- | -- | -- | -- | -- | -- | -- | -- |
| Luogo     | C  | T  | C  | T  | C  | T  | C  | T  | C  | T  | C  | C  | T  | C  | T  | C  | T  | T  | C  | T  | C  | T  | C  | T  | C  | T  | C  | T  | T  | C  | T  | C  | T  | C  |
| Risultato | P  | P  | N  | V  | V  | P  | N  | N  | V  | N  | P  | N  | P  | V  | P  | N  | V  | P  | P  | N  | N  | N  | V  | P  | V  | N  | N  | P  | P  | P  | P  | N  | P  | V  |
| Posizione | 16 | 16 | 15 | 14 | 10 | 13 | 11 | 11 | 11 | 10 | 11 | 11 | 13 | 12 | 12 | 12 | 11 | 13 | 13 | 13 | 13 | 13 | 13 | 13 | 12 | 11 | 12 | 13 | 13 | 13 | 13 | 13 | 13 | 13 |

Legenda:

Luogo: C = Casa; T = Trasferta. Risultato: V = Vittoria; N = Pareggio; P = Sconfitta.

### Statistiche dei giocatori
| Giocatore        | Bundesliga | Bundesliga | Bundesliga  | Bundesliga | Coppa di Germania | Coppa di Germania | Coppa di Germania | Coppa di Germania | Totale   | Totale | Totale      | Totale     |
| Giocatore        | Presenze   | Reti       | Ammonizioni | Espulsioni | Presenze          | Reti              | Ammonizioni       | Espulsioni        | Presenze | Reti   | Ammonizioni | Espulsioni |
| ---------------- | ---------- | ---------- | ----------- | ---------- | ----------------- | ----------------- | ----------------- | ----------------- | -------- | ------ | ----------- | ---------- |
| M. Flekken       | 1          | 0          | 0           | 0          | -                 | -                 | -                 | -                 | 1        | 0      | 0           | 0          |
| C. Frommann      | -          | -          | -           | -          | -                 | -                 | -                 | -                 | -        | -      | -           | -          |
| A. Schwolow      | 33         | 0          | 1           | 0          | 2                 | 0                 | 0                 | 0                 | 35       | 0      | 1           | 0          |
| M. Gulde         | 21         | 1          | 3           | 0          | 1                 | 0                 | 0                 | 0                 | 22       | 1      | 3           | 0          |
| C. Günter        | 32         | 0          | 3           | 1          | 2                 | 0                 | 0                 | 0                 | 34       | 0      | 3           | 1          |
| D. Heintz        | 34         | 1          | 5           | 0          | 2                 | 0                 | 0                 | 0                 | 36       | 1      | 5           | 0          |
| R. Koch          | 24         | 1          | 3           | 0          | 1                 | 0                 | 0                 | 0                 | 25       | 1      | 3           | 0          |
| L. Kübler        | 16         | 0          | 2           | 0          | -                 | -                 | -                 | -                 | 16       | 0      | 2           | 0          |
| P. Lienhart      | 14         | 0          | 0           | 0          | 2                 | 0                 | 0                 | 0                 | 16       | 0      | 0           | 0          |
| C. Okoroji       | 2          | 0          | 0           | 0          | -                 | -                 | -                 | -                 | 2        | 0      | 0           | 0          |
| K. Schlotterbeck | 9          | 0          | 1           | 0          | -                 | -                 | -                 | -                 | 9        | 0      | 1           | 0          |
| N. Schlotterbeck | 4          | 0          | 1           | 0          | -                 | -                 | -                 | -                 | 4        | 0      | 1           | 0          |
| P. Stenzel       | 21         | 0          | 4           | 1          | 2                 | 0                 | 0                 | 0                 | 23       | 0      | 4           | 1          |
| A. Abrashi       | 10         | 0          | 5           | 0          | -                 | -                 | -                 | -                 | 10       | 0      | 5           | 0          |
| M. Frantz        | 31         | 2          | 2           | 0          | 2                 | 1                 | 0                 | 0                 | 33       | 3      | 2           | 0          |
| J. Gondorf       | 25         | 2          | 3           | 0          | 1                 | 0                 | 0                 | 0                 | 26       | 2      | 3           | 0          |
| V. Grifo         | 16         | 6          | 1           | 0          | -                 | -                 | -                 | -                 | 16       | 6      | 1           | 0          |
| J. Haberer       | 27         | 1          | 4           | 1          | 1                 | 0                 | 0                 | 0                 | 28       | 1      | 4           | 1          |
| L. Herrmann      | -          | -          | -           | -          | -                 | -                 | -                 | -                 | -        | -      | -           | -          |
| N. Höfler        | 18         | 0          | 6           | 0          | 2                 | 0                 | 1                 | 0                 | 20       | 0      | 7           | 0          |
| F. Kath          | -          | -          | -           | -          | -                 | -                 | -                 | -                 | -        | -      | -           | -          |
| R. Sallai        | 10         | 2          | 3           | 0          | -                 | -                 | -                 | -                 | 10       | 2      | 3           | 0          |
| M. Terrazzino    | 13         | 1          | 0           | 0          | 1                 | 0                 | 0                 | 0                 | 14       | 1      | 0           | 0          |
| B. Borrello      | -          | -          | -           | -          | -                 | -                 | -                 | -                 | -        | -      | -           | -          |
| C. Daferner      | 1          | 0          | 0           | 0          | -                 | -                 | -                 | -                 | 1        | 0      | 0           | 0          |
| L. Höler         | 26         | 4          | 0           | 0          | 2                 | 0                 | 1                 | 0                 | 28       | 4      | 1           | 0          |
| T. Kleindienst   | 4          | 0          | 0           | 0          | 2                 | 0                 | 0                 | 0                 | 6        | 0      | 0           | 0          |
| F. Niederlechner | 24         | 4          | 3           | 0          | 1                 | 0                 | 0                 | 0                 | 25       | 4      | 3           | 0          |
| N. Petersen      | 24         | 10         | 0           | 0          | 2                 | 2                 | 2                 | 0                 | 26       | 12     | 2           | 0          |
| L. Waldschmidt   | 30         | 9          | 1           | 0          | 2                 | 0                 | 1                 | 0                 | 32       | 9      | 2           | 0          |
| P. Kammerbauer   | 1          | 0          | 0           | 0          | -                 | -                 | -                 | -                 | 1        | 0      | 0           | 0          |
| Y. Ravet         | 4          | 0          | 0           | 0          | 1                 | 0                 | 0                 | 0                 | 5        | 0      | 0           | 0          |